# The Green Death
The Green Death (La muerte verde) es el quinto y último serial de la décima temporada de la serie británica de ciencia ficción Doctor Who, emitido originalmente en seis episodios semanales del 19 de mayo al 23 de junio de 1973. Fue la última aparición de Katy Manning como la acompañante Jo Grant.

## Argumento
El Doctor está preparándose para hacer un viaje al planeta azul de Metebelis 3, cuando Jo lee en un periódico sobre la misteriosa muerte de un minero en una mina abandonada al Sur de Gales. Su cuerpo se encontró con un extraño brillo verde. 
Jo aprovecha para conocer al ecologista ganador del premio Nobel, profesor Clifford Jones, ya que el Brigadier Lethbridge-Stewart va a investigar la muerte del minero y se lleva a Jo con él. El Doctor accede a ir con el Brigadier, pero antes irá a Metebelis 3.
Pronto descubrirán que una extraña enfermedad se está desatando por la mina, donde encuentran unos gusanos gigantes que parecen ser los que transmiten la enfermedad. Todo apunta a una empresa llamada Global Chemicals como la responsable. El Doctor, que lo ha pasado mal en su viaje y sólo ha podido llevarse un cristal azul de allí, se reunirá con los miembros de UNIT en la mina, donde Jo ha quedado atrapada.

### Continuidad
Katy Manning no volvería a aparecer nunca más como Jo Grant en Doctor Who, aunque haría varias interpretaciones en audiodramas, y volvería al personaje en la serie The Sarah Jane Adventures. La marcha de Manning, unida a la muerte de Roger Delgado y la futura marcha del productor Barry Letts, fueron lo que motivaron a Jon Pertwee a abandonar la serie en el próximo año.
El deseo del Doctor de viajar a Metebelis 3 era un tema recurrente de la temporada.

## Producción
| Episodio          | Fecha de emisión    | Duración | Espectadores en millones | Estado en el archivo  |
| ----------------- | ------------------- | -------- | ------------------------ | --------------------- |
| Episodio 1        | 19 de mayo de 1973  | 25:55    | 9,2                      | Cinta original en PAL |
| Episodio 2        | 26 de mayo de 1973  | 25:56    | 7,2                      | Cinta original en PAL |
| Episodio 3        | 2 de junio de 1973  | 25:12    | 7,8                      | Cinta original en PAL |
| Episodio 4        | 9 de junio de 1973  | 25:47    | 6,8                      | Cinta original en PAL |
| Episodio 5        | 16 de junio de 1973 | 25:20    | 8,3                      | Cinta original en PAL |
| Episodio 6        | 23 de junio de 1973 | 26:06    | 7,0                      | Cinta original en PAL |
| [ 1 ] [ 2 ] [ 3 ] |                     |          |                          |                       |

Durante la filmación del metraje de los gusanos que rodeaban la mina, varios de los modelos eran en realidad condones inflados, algunos con aire y otros con agua. La mina que se usó para el rodaje era Ogilvie Colliery, cerca de Glamorgan.
Esta historia marca la última aparición de la secuencia de títulos introducida en 1970. También es la última aparición del logo introducido en el mismo año, en Spearhead from Space, hasta Doctor Who: La película (1996).